# Unterseeboot 481
L'Unterseeboot 481 ou U-481 est un sous-marin allemand (U-Boot) de type VIIC utilisé par la Kriegsmarine pendant la Seconde Guerre mondiale.
Le sous-marin fut commandé le 5 juin 1941 à Kiel (Deutsche Werke), sa quille fut posée le 6 février 1943, il fut lancé le 25 septembre 1943 et mis en service le 10 novembre 1943, sous le commandement de l'Oberleutnant zur See Ewald Pick.
Il se rend aux forces alliées à Narvik le 9 mai 1945 et est détruit par les Alliés en novembre 1945.

## Conception
Unterseeboot type VII, l'U-481 avait un déplacement de 769 tonnes en surface et 871 tonnes en plongée. Il avait une longueur totale de 67,10 m, un maître-bau de 6,20 m, une hauteur de 9,60 m et un tirant d'eau de 4,74 m. Le sous-marin était propulsé par deux hélices de 1,23 m, deux moteurs diesel Germaniawerft M6V 40/46 de 6 cylindres en ligne de 1 400 cv à 470 tr/min, produisant un total de 2 060 à 2 350 kW en surface et de deux moteurs électriques Siemens-Schuckert GU 343/38-8 de 375 cv à 295 tr/min, produisant un total 550 kW, en plongée. Le sous-marin avait une vitesse en surface de 17,7 nœuds (32,8 km/h) et une vitesse de 7,6 nœuds (14,1 km/h) en plongée. Immergé, il avait un rayon d'action de 80 milles marins (150 km) à 4 nœuds (7,4 km/h; 4,6 milles par heure) et pouvait atteindre une profondeur de 230 m. En surface son rayon d'action était de 8 500 milles nautiques (soit 15 700 km) à 10 nœuds (19 km/h). 
L'U-481 était équipé de cinq tubes lance-torpilles de 53,3 cm (quatre montés à l'avant et un à l'arrière) qui contenait quatorze torpilles. Il était équipé d'un canon de 8,8 cm SK C/35 (220 coups) et d'un canon antiaérien de 20 mm Flak. Il pouvait transporter 26 mines TMA ou 39 mines TMB. Son équipage comprenait 4 officiers et 40 à 56 sous-mariniers.

## Historique
Il passe son temps d'entraînement initial dans la 5. Unterseebootsflottille jusqu'au 31 juillet 1944, puis il rejoint son unité de combat dans la 8. Unterseebootsflottille. 
Sa première patrouille est précédée de courts trajets de Kiel à Helsinki et d'Helsinki à Reval. Elle commence le 5 juillet 1944, au départ de Reval, sous le commandement du Kapitänleutnant Klaus Andersen. Il navigue à l'est du golfe de Finlande vers les eaux soviétiques. Le 30 juillet, il attaque un groupe de dragueurs de mines côtiers de la Marine Soviétique avec ses torpilles, il en coule deux (KT-804 et KT-807) et en endommage un troisième (KT-806). Le même jour, l'U-481 est attaqué dans la baie de Narva par deux Ilyushin Il-2 Shturmovik du 35e Assaut Air Régiment (35. ShAP). Gravement endommagé par l'artillerie antiaérienne, l'un des avions est abandonné par son pilote et l'autre rompt le combat.
L'U-481 retrouve Reval, le 4 août.
Lors de sa deuxième patrouille, au départ de Reval, le 10 août 1944, il navigue dans les eaux soviétiques. Le 21 août, il accoste à Königsberg, en province de Prusse-Orientale.
Sa troisième patrouille, au départ de Königsberg le 16 septembre 1944, se passe en mer Baltique. Le 15 octobre, il coule trois petits voiliers finlandais (Dan, Endla et Maria) au large d'Osmussaar, en Estonie. Il arrive à Dantzig, le 26 octobre.
Lors de sa quatrième patrouille, au départ de Dantzig le 2 novembre 1944, il patrouille de nouveau dans le Golfe de Finlande. Le 9 novembre, il torpille au large du cap Pakri, le navire soviétique 112600 de 1 000 tonneaux. Le 28 novembre, l'U-481 coule le dragueur de mines côtiers T-387 dans la même zone. Le sous-marin retourne à Dantzig le 22 décembre.
Lors de son retour à Kiel en février 1945, l'U-481 est équipé d'un schnorchel, permettant au sous-marin de faire fonctionner ses moteurs diesel en étant immergé.
L'U-481 quitte Horten pour sa dernière patrouille le 7 avril 1945. Il longe la côte norvégienne pendant 28 jours et arrive à Narvik quatre jours avant la capitulation allemande. 
Le 9 mai 1945, l'U-481 dépose les armes. Trois jours plus tard, il prend la mer pour rejoindre Skjomenfjord.

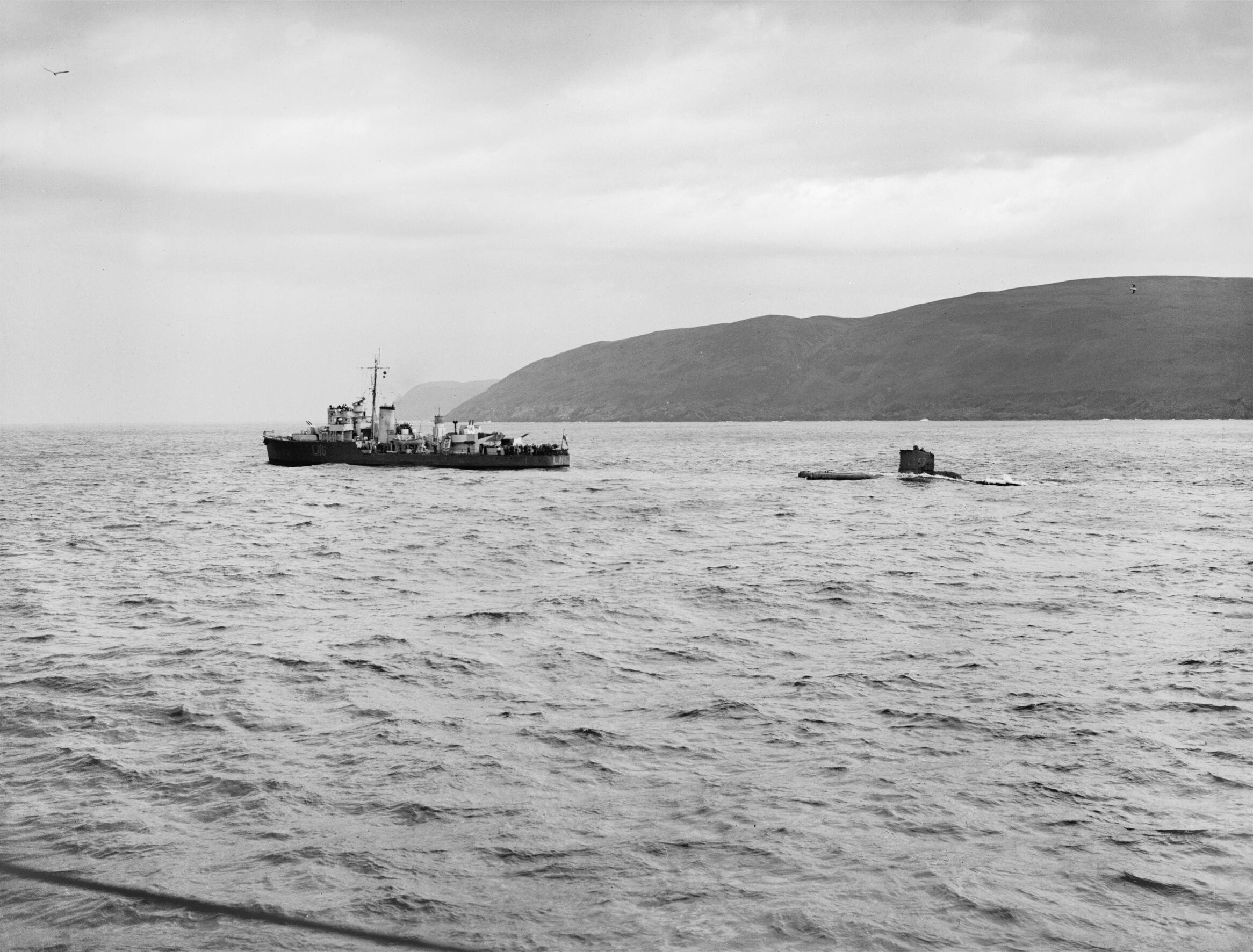
U-Boot U-2337 de type XXIII remorqué pour sa destruction lors de l'opération Deadlight, novembre 1945.

Les U-Boote qui se trouvent dans la région de Narvik à la fin de la guerre sont tous déplacés vers Skjomenfjord selon les ordres alliés, pour éviter les conflits avec les norvégiens, le 12 mai. Le 15 mai, un convoi allemand de cinq navires (le fleet tender Grille avec le personnel du Führer der U-Boote (en) (FdU) norvégien à bord, le navire ravitailleur Kärnten, le navire de réparation Kamerun et les navires d'intendance Huascaran et Stella Polaris) et 15 U-Boots (U-278, U-294, U-295, U-312, U-313, U-318, U-363, U-427, U-481, U-668, U-716, U-968, U-992, U-997 et U-1165) appareille pour son transfert à Trondheim ; il est intercepté après deux jours par le 9e groupe d'escorte au large des côtes norvégiennes et capitule officiellement. Alors que les navires sont autorisés à se rendre à Trondheim, les U-Boote sont escortés vers Loch Eriboll en Écosse, où ils arrivent le 19 mai. Tous les sous-marins sont convoyés soit à Lisahally soit au Loch Ryan pour l'opération alliée de destruction massive de la flotte de U-Boote de la Kriegsmarine.
L'U-481 est remorqué et coulé le 30 novembre 1945 à la position géographique 56° 11′ N, 10° 00′ O.

## Affectations
- 5. Unterseebootsflottille du 10 novembre 1943 au 31 juillet 1944 (Période de formation).
- 8. Unterseebootsflottille du 1er août 1944 au 8 mai 1945 (Unité combattante).

## Commandement
- Oberleutnant zur See Ewald Pick du 10 novembre 1943 au 29 février 1944.
- Kapitänleutnant Klaus Andersen du 1er mars 1944 au 9 mai 1945.
- Oberleutnant zur See Gustav Bischoff le 28 décembre 1944 (suppléant).

## Patrouilles
|       | Commandant            | Départ            | Départ       | Arrivée          | Arrivée      | Jours     | Succès  |
| ----- | --------------------- | ----------------- | ------------ | ---------------- | ------------ | --------- | ------- |
|       | Oblt. Klaus Andersen  | 19 juin 1944      | Kiel         | 23 juin 1944     | Helsinki     | 5 jours   |         |
|       | Oblt. Klaus Andersen  | 25 juin 1944      | Helsinki     | 26 juin 1944     | Reval        | 2 jours   |         |
| 1     | Oblt. Klaus Andersen  | 5 juillet 1944    | Reval        | 4 août 1944      | Reval        | 31 jours  | 78      |
| 2     | Oblt. Klaus Andersen  | 10 août 1944      | Reval        | 21 août 1944     | Königsberg   | 12 jours  |         |
| 3     | Oblt. Klaus Andersen  | 16 septembre 1944 | Königsberg   | 26 octobre 1944  | Danzig       | 41 jours  | 165     |
| 4     | Oblt. Klaus Andersen  | 2 novembre 1944   | Dantzig      | 22 décembre 1944 | Danzig       | 51 jours  | 1 108   |
|       | Oblt. Gustav Bischoff | 28 décembre 1944  | Dantzig      | 28 décembre 1944 | Königsberg   | 1 jours   |         |
|       | Kptlt. Klaus Andersen | 26 janvier 1945   | Königsberg   | 1er février 1945 | Kiel         | 7 jours   |         |
|       | Kptlt. Klaus Andersen | 1er avril 1945    | Kiel         | 3 avril 1945     | Horten       | 3 jours   |         |
| 5     | Kptlt. Klaus Andersen | 7 avril 1945      | Horten       | 4 mai 1945       | Narvik       | 28 jours  |         |
|       | Kptlt. Klaus Andersen | 12 mai 1945       | Narvik       | 12 mai 1945      | Skjomenfjord | 1 jours   |         |
|       | Kptlt. Klaus Andersen | 15 mai 1945       | Skjomenfjord | 19 mai 1945      | Loch Eriboll | 5 jours   |         |
| Total | Total                 | Total             | Total        | Total            | Total        | 187 jours | 1 351 t |

Note : Oblt. = Oberleutnant zur See - Kptlt. = Kapitänleutnant

### OpérationsWolfpack
L'U-481 a opéré avec les Wolfpacks (meute de loups) durant sa carrière opérationnelle.
1. Faust (16-25 avril 1945)

## Navires coulés
L'U-481 coula 2 navires pour un total de 1 165 tonneaux, 3 navires de guerre pour un total de 160 tonneaux et endommagé 1 navire de guerre de 26 tonneaux au cours des 5 patrouilles (187 jours en mer) qu'il effectua.
| Date             | Nom    | Nationalité       | Tonnage | Fait      |
| ---------------- | ------ | ----------------- | ------- | --------- |
| 30 juillet 1944  | KT-804 | Marine soviétique | 26      | Coulé     |
| 30 juillet 1944  | KT-806 | Marine soviétique | 26      | Endommagé |
| 30 juillet 1944  | KT-807 | Marine soviétique | 26      | Coulé     |
| 15 octobre 1944  | Dan    | Finlande          | 47      | Coulé     |
| 15 octobre 1944  | Endla  | Finlande          | 68      | Coulé     |
| 15 octobre 1944  | Maria  | Finlande          | 50      | Coulé     |
| 19 novembre 1944 | 112600 | Union Soviétique  | 1 000   | Coulé     |
| 28 novembre 1944 | T-387  | Marine soviétique | 108     | Coulé     |